# Rosário da Limeira
Rosário da Limeira là một đô thị thuộc bang Minas Gerais, Brasil. Đô thị này có diện tích 112,319 km², dân số năm 2007 là 4151 người, mật độ 38,5 người/km².